# Carl Eckardt
Carl Eckardt (* 2. April 1882 in Salzungen; † 29. Januar 1958 in Bad Liebenstein) war ein deutscher Politiker (USPD; VKPD).

## Leben
Nach dem Besuch der Bürgerschule in Salzungen wurde Eckardt zum Schlosser und Klempner ausgebildet. Er arbeitete bis Juli 1912 als Werkmeister in Berlin-Neukölln und anschließend in Braunschweig, zunächst in gleicher Position und später als Betriebsleiter.
Während des Ersten Weltkriegs schloss sich Eckardt der USPD an. Nach der Novemberrevolution von 1918 wurde er am 10. November 1918 als Vertreter seiner Partei in die Braunschweigische Landesregierung aufgenommen. Er war von November 1918 bis April 1919 Volkskommissar für Arbeit und übernahm anschließend das Ressort für revolutionäre Verteidigung im Rat der Volksbeauftragten. Als USPD-Mitglied nahm er zudem an den beiden Parteitagen der USPD in Berlin (März 1919) und Leipzig (November 1919) teil. Außerdem befürwortete er den Eintritt der Partei in die 3. Internationale.
Von 1919 bis 1920 war Eckardt Vorsitzender des USPD-Bezirksvorstands Braunschweig, wechselte dann jedoch von der sich auflösenden USPD zur VKPD. Von Juni 1920 bis Mai 1924 gehörte er als Abgeordneter für den Wahlkreis 18 (Südhannover-Braunschweig) dem Reichstag an.  Danach war er politisch nicht mehr aktiv. Im Zuge der Gestapo-Verhaftungsaktion Gewitter im August 1944 war er für einige Zeit inhaftiert.
Eckardt lebte nach 1945 in der Sowjetischen Besatzungszone bzw. der DDR, zuletzt in Bad Liebenstein, wo er auch starb.